# Lobelia camporum
Lobelia camporum är en klockväxtart som beskrevs av Johann Baptist Emanuel Pohl. Lobelia camporum ingår i släktet lobelior, och familjen klockväxter. Inga underarter finns listade i Catalogue of Life.